# Margaud Godoy
Pour les articles homonymes, voir Godoy.
Margaud Godoy est une femme politique vénézuélienne, née le 15 janvier 1980. Gouverneure de l'État de Cojedes de 2016 à 2021, elle a été ministre vénézuélienne de la Femme et de l'Égalité de genre entre août 2021 et janvier 2022. Elle est l'actuelle ambassadrice du Venezuela au Honduras depuis le 29 janvier 2022.

## Carrière politique
Le 19 août 2021, elle est nommée ministre vénézuélienne de la Femme et de l'Égalité de genre par le président Nicolas Maduro en remplacement de Carolys Pérez.
Le 29 janvier 2022, elle est nommée ambassadrice du Venezuela au Honduras et remplacée au ministère au début du mois suivant par Diva Guzmán.